# Thiên tai

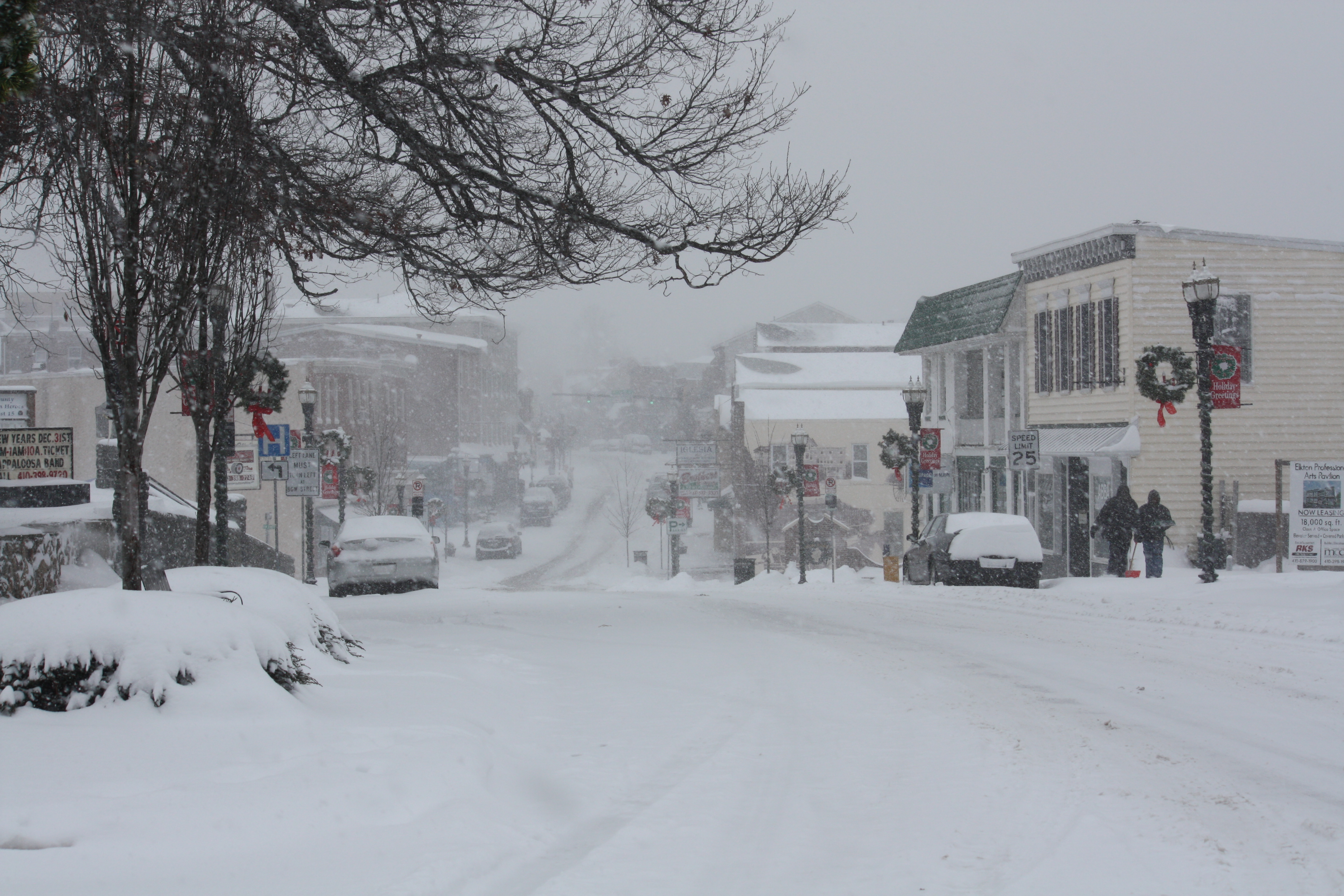
Bão tuyết lớn tại Maryland, Mỹ năm 2009

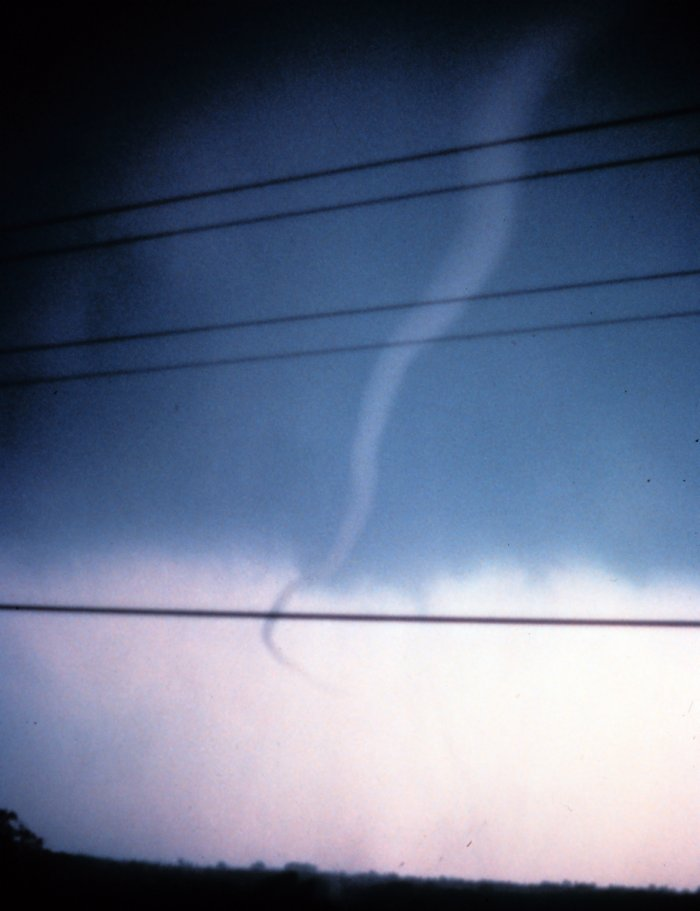
Lốc xoáy dây thừng tại Tecumseh, Oklahoma, Mỹ.

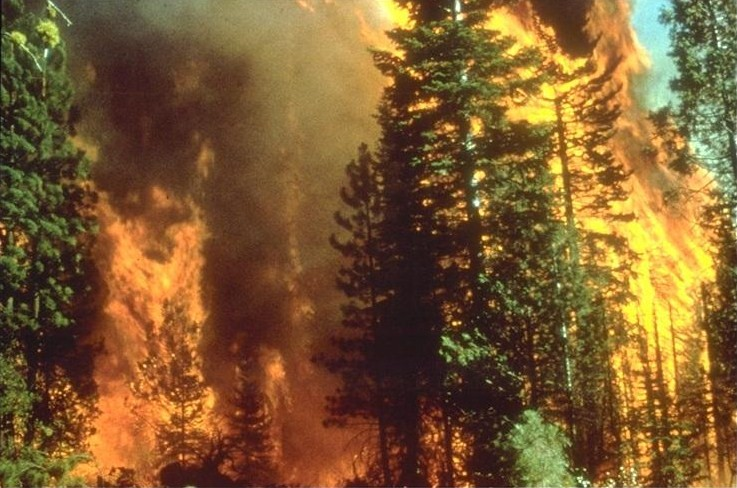
Cháy rừng tại California, Mỹ.

Thảm hoạ tự nhiên hay thiên tai là hiệu ứng của một tai biến tự nhiên (ví dụ lũ lụt, bão, phun trào núi lửa, động đất, sóng thần hay lở đất) có thể ảnh hưởng tới môi trường, và dẫn tới những thiệt hại về tài chính, môi trường và/hay con người. Thiệt hại do thảm hoạ tự nhiên phụ thuộc vào khả năng chống đỡ và phục hồi của con người với thảm hoạ.
Sự hiểu biết này được tập trung trong công thức: "thảm hoạ xảy ra khi rủi ro xuất hiện cùng sự dễ bị tổn thương."
Trong thời hiện đại, khá khó để phân biệt giữa các thảm họa do tự nhiên, do con người gây ra và do con người gia tăng tác động. Các lựa chọn và hoạt động của con người như kiến trúc, hỏa hoạn, quản lý tài nguyên hay thậm chí biến đổi khí hậu có khả năng đóng vai trò gây ra "thảm họa thiên nhiên". Trên thực tế, thuật ngữ "thảm họa tự nhiên" đã được gọi là một cách gọi sai từ năm 1976. Một thảm họa là kết quả của một hiểm họa tự nhiên hoặc nhân tạo ảnh hưởng đến một cộng đồng dễ bị tổn thương. Chính sự kết hợp của hiểm họa cùng với sự tiếp xúc với một xã hội dễ bị tổn thương đã dẫn đến thảm họa.
Thiên tai có thể trở nên trầm trọng hơn do các tiêu chuẩn xây dựng không phù hợp, người dân bị gạt ra bên lề, bất bình đẳng, khai thác quá mức tài nguyên, mở rộng đô thị quá mức và biến đổi khí hậu. Sự tăng trưởng nhanh chóng của dân số thế giới và sự tập trung dân ngày càng thường xuyên trong các môi trường nguy hiểm đã làm gia tăng cả tần suất và mức độ nghiêm trọng của các thảm họa. Với khí hậu nhiệt đới và địa hình không ổn định, cùng với nạn phá rừng, sự phát triển quá mức theo quy hoạch, các công trình xây dựng phi kỹ thuật làm cho các khu vực thường xuyên xảy ra thiên tai trở nên dễ bị tổn thương hơn. Các nước đang phát triển ít nhiều phải hứng chịu thiên tai thường xuyên do truyền thông kém hiệu quả kết hợp với việc phân bổ ngân sách không đủ cho công tác phòng chống và quản lý thiên tai.
Một sự kiện bất lợi sẽ không tăng đến mức thảm họa nếu nó xảy ra ở khu vực không có dân cư dễ bị tổn thương. Tuy nhiên, ở một khu vực dễ bị tổn thương, chẳng hạn như Nepal trong trận động đất năm 2015, một sự kiện bất lợi có thể gây ra hậu quả tai hại và để lại thiệt hại lâu dài, có thể mất nhiều năm để sửa chữa. Hậu quả tai hại cũng ảnh hưởng đến sức khỏe tinh thần của các cộng đồng bị ảnh hưởng, thường dẫn đến các triệu chứng sau chấn thương. Những trải nghiệm cảm xúc gia tăng này có thể được hỗ trợ thông qua quá trình hồi phục tập thể, dẫn đến khả năng phục hồi và tăng cường sự tham gia của cộng đồng.

## Tai biến tự nhiên
Một rủi ro tự nhiên là một mối đe doạ về một sự kiện sẽ có tác động xấu với con người hay môi trường. Nhiều rủi ro tự nhiên có liên quan với nhau, ví dụ động đất có thể gây ra sóng thần, hạn hán có thể trực tiếp dẫn tới nạn đói và bệnh dịch. Một ví dụ cụ thể về việc phân chia giữa rủi ro và thảm hoạ là trận động đất San Francisco năm 1906 là một thảm hoạ, trong khi động đất là rủi ro. Rủi ro vì thế liên quan tới một sự diễn ra trong tương lai và thảm hoạ là các sự kiện quá khứ hai đang diễn ra.

## Các thảm hoạ thiên nhiên

### Các thảm hoạ do đất di chuyển

#### Tuyết lở

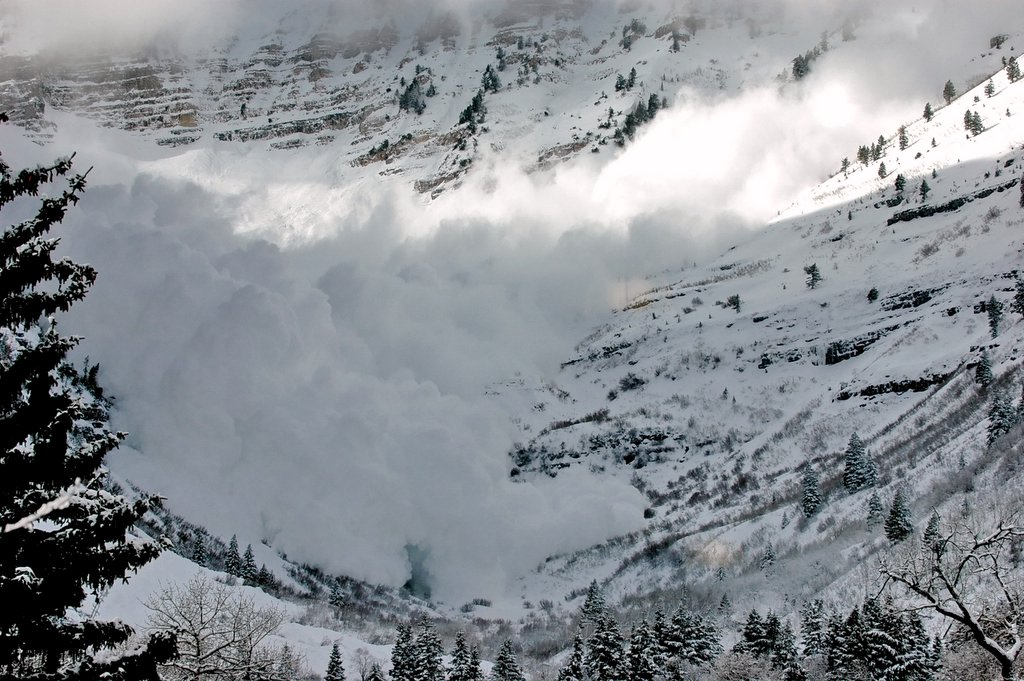
Tuyết lở ở sườn phía sau (Đông) của Núi Timpanogos, Utah tại đường Aspen Grove

Tuyết lở là hiện tượng khi một lượng tuyết lớn trộn với nước và không khí, đột ngột tuôn xuống triền núi.
1 số vụ tuyết lở đáng chú ý gồm:
- Vụ lở tuyết Wellington 1910
- Vụ lở tuyết Blons năm 1954
- Trận động đất Ancash năm 1970
- Vụ lở tuyết Galtür năm 1999
- Vụ lở đá băng Kolka-Karmadon năm 2002

#### Động đất
Một trận động đất là một sự dịch chuyển bất thần của vỏ Trái Đất. Những dao động có thể khác biệt về tầm mức. Nguồn phát sinh chấn động dưới mặt đất được gọi là "chấn tiêu" (focus). Điểm ở ngay trên tiêu điểm trên bề mặt Trái Đất được gọi là "tâm chấn". Các trận động đất tự chúng hiếm khi gây thiệt mạng cho con người hay động vật hoang dã. Thường các tác động thứ cấp do chúng gây ra, như nhà cửa sụp đổ, hoả hoạn, sóng thần và núi lửa, mới là thảm hoạ cho con người. Bởi nhiều sự kiện ở trên có thể được phòng tránh bằng cách xây dựng nhà cửa tốt hơn, các hệ thống an toàn, cảnh báo sớm và kế hoạch sơ tán, thuật ngữ thảm hoạ phi tự nhiên không được xác định.
Một số trận động đất đáng chú ý nhất gần đây gồm:
- Trận động đất Ấn Độ Dương năm 2004, trận động đất lớn thứ hai được ghi nhận trong lịch sử, với cường độ 9.3. Những cơn sóng thần lớn do trận động đất này gây ra làm ít nhất 229,000 người chết.
- Trận động đất Kashmir năm 2005 7.6-7.7, khiến 79,000 người chết ở Pakistan.
- Trận động đất Java tháng 7 năm 2006 7.7, cũng gây ra các cơn sóng thần.
- Trận động đất Tứ Xuyên năm 2008 diễn ra ngày 12 tháng 5 với cường độ 7.9 độ ở Tứ Xuyên, Trung Quốc. Con số người chết là hơn 61,150 ở thời điểm ngày 27 tháng 5 năm 2008.

#### Lahars
Lahar là một dòng bùn hay lở đất núi lửa.
Thảm hoạ Tangiwai năm 1953 do lahar gây ra, trong thảm kịch Armero năm 1985 thị trấn Armero đã bị chôn vùi và ước tính 23,000 người chết. Trong đó sự việc về Omayra Sánchez đã gây chấn động thế giới.

#### Lở đất và các dòng bùn
Sạt lở được mô tả là một chuyển động dốc ra bên ngoài và xuống dưới của các vật chất hình thành dốc bao gồm đá, đất hoặc thậm chí là sự kết hợp của những thứ này.

#### Phun trào núi lửa
Một vụ phun trào có thể chính nó đã là một thảm hoạ bởi sức nổ của núi lửa hay do đá rơi xuống nhưng có nhiều hiệu ứng có thể diễn ra sau một vụ phun trào và thường có nguy cơ với đời sống con người.
- Dung nham có thể được tạo ra trong vụ phun trào của một vụ núi lửa, nó là một vật liệu gồm đá siêu nóng. Có nhiều hình thức dung nham khác nhau có thể là dễ vỡ vụn hay dính như keo. Khi chảy khỏi núi lửa nó phá huỷ bất kỳ công trình, cây cối nào mà nó gặp.
- Tro núi lửa – nói chung có nghĩa là tro nguội – có thể hình thành một đám mây, và rơi dày xuống các khu vực lân cận. Khi trộn với nước nó hình thành một vật liệu kiểu bê tông. Số lượng tro tích tụ có thể làm sụp mái nhà và thậm chí ở số lượng nhỏ nó cũng có thể gây hại cho sức khoẻ nếu con người hít phải. Bởi tro có chứa thủy tinh nó mài mòn các thiết bị chuyển động như động cơ.
- Siêu núi lửa: Theo lý thuyết thảm hoạ Toba 70 tới 75 nghìn năm trước một sự kiện siêu núi lửa đã diễn ra tại Hồ Tuba làm giảm dân số xuống còn 10,000 hay thậm chí 1,000 cặp có thể sinh sản tạo ra một nút cổ chai trong quá trình tiến hoá của loài người. Nó cũng giết hại ba phần tư mọi dạng thực vật ở bắc bán cầu. Mối nguy hiểm chính từ một siêu núi lửa là đám mây tro rộng lớn do nó tạo ra có thể gây hiệu ứng thảm hoạ với khí hậu và nhiệt độ Trái Đất trong nhiều năm.
- Các dòng chảy nham tầng gồm một đám mây tro núi lửa nóng được tạo ra trong không khí bên trên núi lửa, dưới trọng lượng của nó nó sẽ nhanh chóng rơi xuống và tràn đi nhanh chóng đốt cháy bất kỳ thứ gì trên đường. Mọi người tin rằng Pompeii đã bị phá huỷ bởi một dòng chảy nham tầng.

### Các thảm hoạ do nước

#### Lũ lụt
Bài chi tiết: Lũ lụt

Lũ lụt là hiện tượng nước trong sông, hồ tràn ra một vùng đất.
Một số trận lụt lớn gồm:

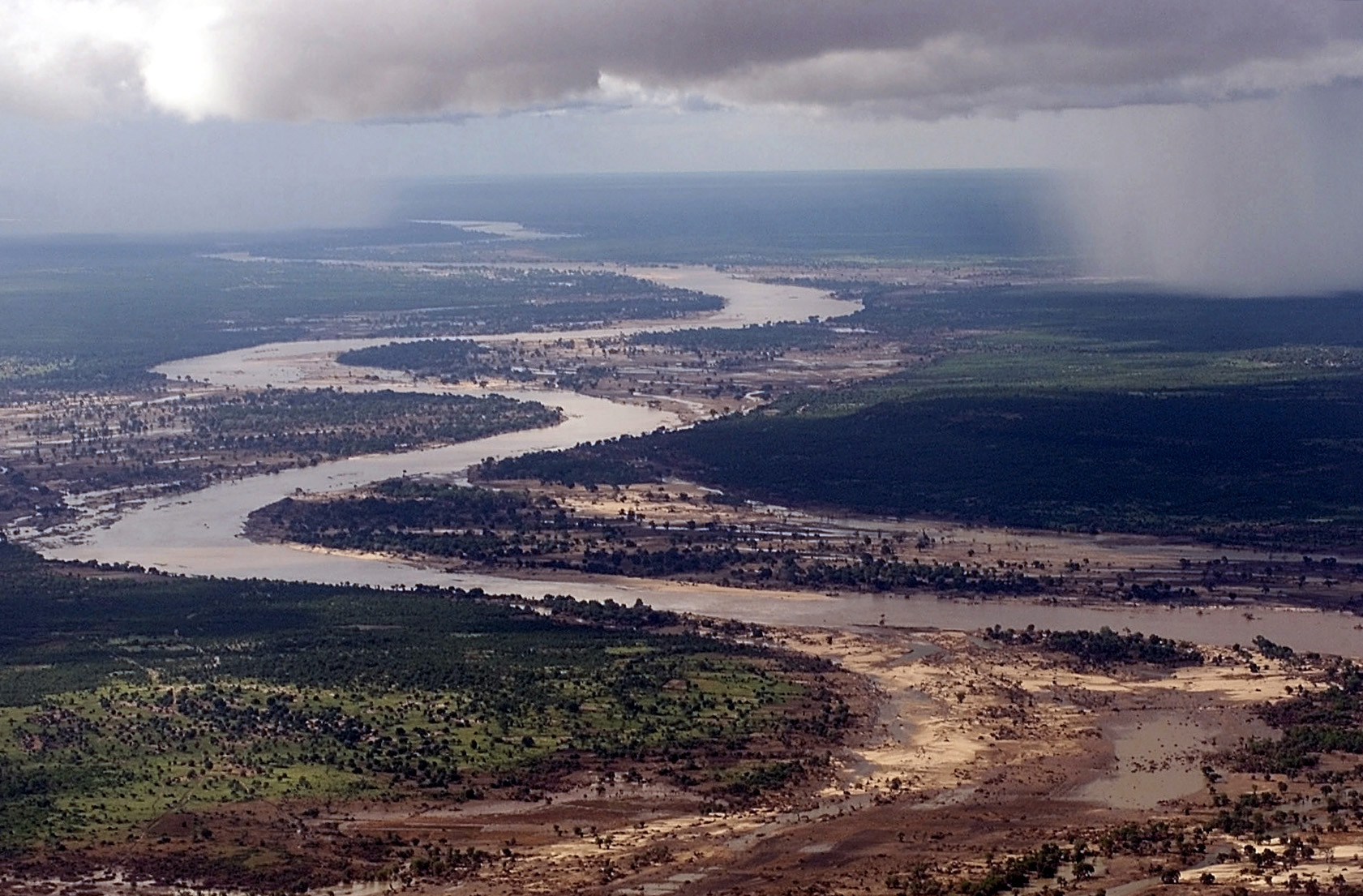
Sông Limpopo, ở phía nam Mozambique, trong trận lụt Mozambique năm 2000

- Các trận lũ lụt do sông Hoàng Hà tại Trung Quốc xảy ra rất thường xuyên. Trận lụt lớn năm 1931 khiến từ 800.000 tới 4.000.000 người chết.
- Trận lụt đồng bằng sông Hồng năm 1971 đã khiến khoảng 100 nghìn người thiệt mạng, ảnh hưởng khoảng 2,7 triệu người.
- Trận lụt lớn năm 1993 là một trong những trận lụt gây hậu quả nghiêm trọng nhất trong lịch sử Hoa Kỳ.
- Trận lụt sông Dương Tử năm 1998, cũng ở Trung Quốc, khiến 14 triệu người mất nhà cửa.
- Trận lụt Mozambique năm 2000 gây lụt hầu như toàn bộ đất nước trong ba tuần, khiến hàng nghìn người chết và đất nước bị tàn phá.

Những cơn bão nhiệt đới có thể gây ra những trận lụt và storm surge lớn, như đã xảy ra với:
- Bão Bhola, tấn công Đông Pakistan (hiện là Bangladesh) năm 1970,
- Bão Nina, tấn công Trung Quốc năm 1975,
- Bão nhiệt đới Allison, tấn công Houston, Texas năm 2001 và
- Bão Katrina, khiến hầu hết New Orleans ngập chìm trong nước năm 2005. Đa phần tình trạng lụt lội do tình trạng hư hỏng đê gây ra.

#### Phun trào Limnic

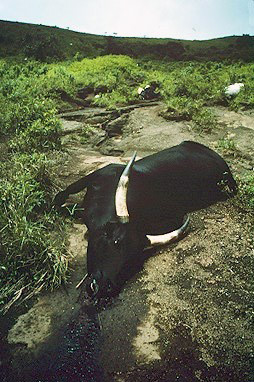
Một con bò bị chết ngạt khí tại Hồ Nyos sau một vụ phun trào limnic

Một vụ phun trào limnic xảy ra khi CO2 bất thần phun trào từ các hồ nước sâu, gây ra nguy cơ chết ngạt cho các động vật hoang dã, gia súc và con người. Những vụ phun trào như vậy có thể gây ra sóng thần tại các hồ khi khí CO2 thoát ra đẩy chỗ của nước. Các nhà khoa học tin rằng các vụ lở đất, hoạt động núi lửa hay các vụ nổ có thể gây ra các vụ phun trào đó. Tới ngày nay, chỉ hai vụ phun trào limnic đã được quan sát và được ghi nhận trong hồ sơ:
- Năm 1984, tại Cameroon, một vụ phun trào limnic tại Hồ Monoun khiến 37 người sống cạnh đó thiệt mạng.
- Ở gần Hồ Nyos năm 1986 một vụ phun trào lớn hơn nhiều, tình trạng ngạt hơi đã giết hại từ 1,700 tới 1,800 người.

#### Sóng thần

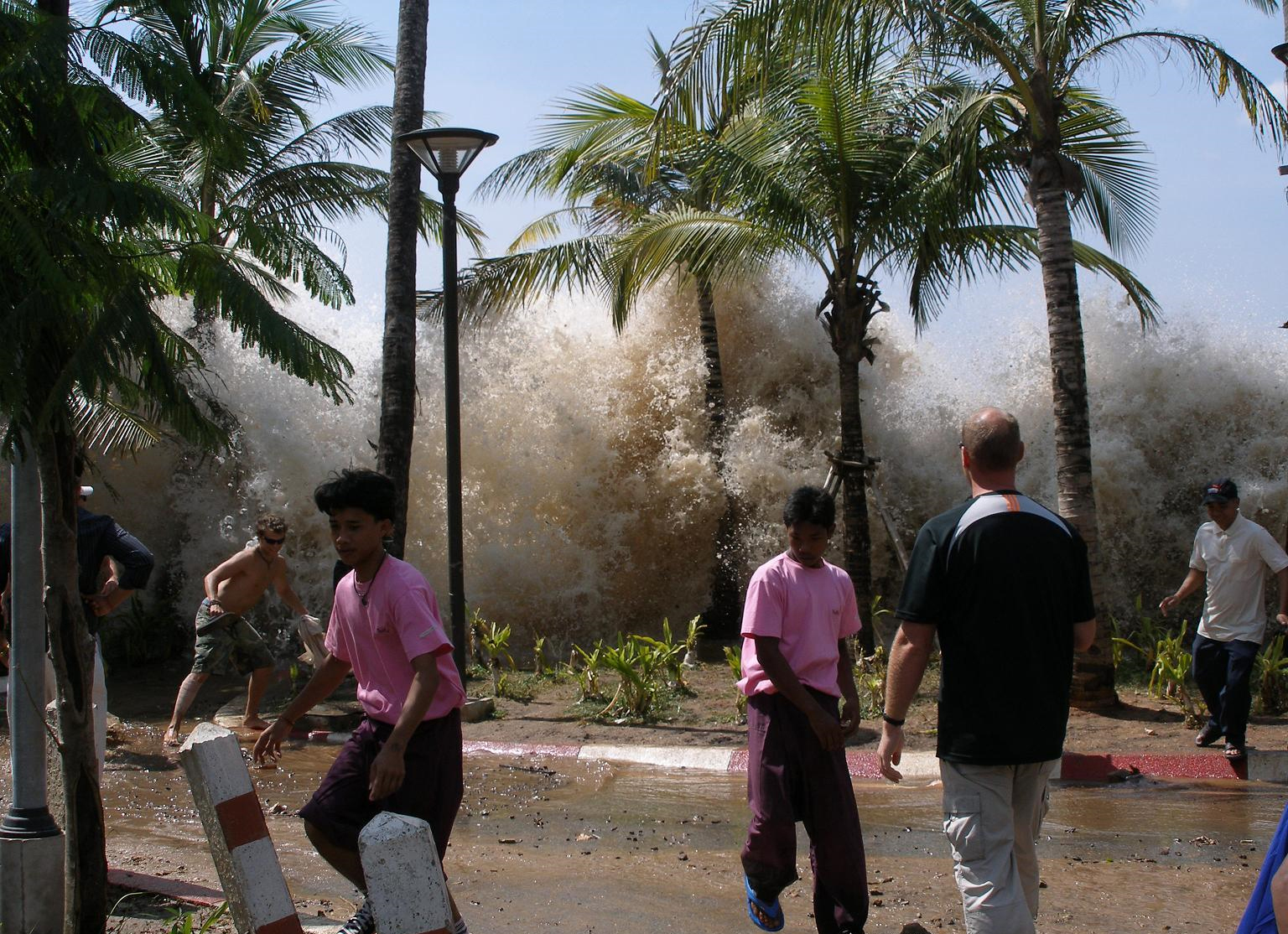
Sóng thần do trận động đất ngày 26 tháng 12 năm 2004 gây ra tấn công Ao Nang, Thái Lan.

Sóng thần có thể do các trận động đất ngầm dưới đáy biển gây ra như cơn sóng thần tại Ao Nang, Thái Lan do Trận động đất Ấn Độ Dương năm 2004, hay bởi những vụ lở đất như cơn sóng thần tại Vịnh Lituya, Alaska.
- Ao Nang, Thái Lan (2004). Trận động đất Ấn Độ Dương năm 2004 tạo ra Sóng thần ngày tặng quà và thảm hoạ tại địa điểm này.
- Vịnh Lituya, Alaska (1953). Một cơn sóng thần lớn xảy ra ở đây, lớn nhất từng được ghi nhận.

Sóng thần được liệt vào tiêu chí thảm hoạ do đất di chuyển bởi nó phát sinh với một trận động đất.

### Các thảm hoạ do thời tiết

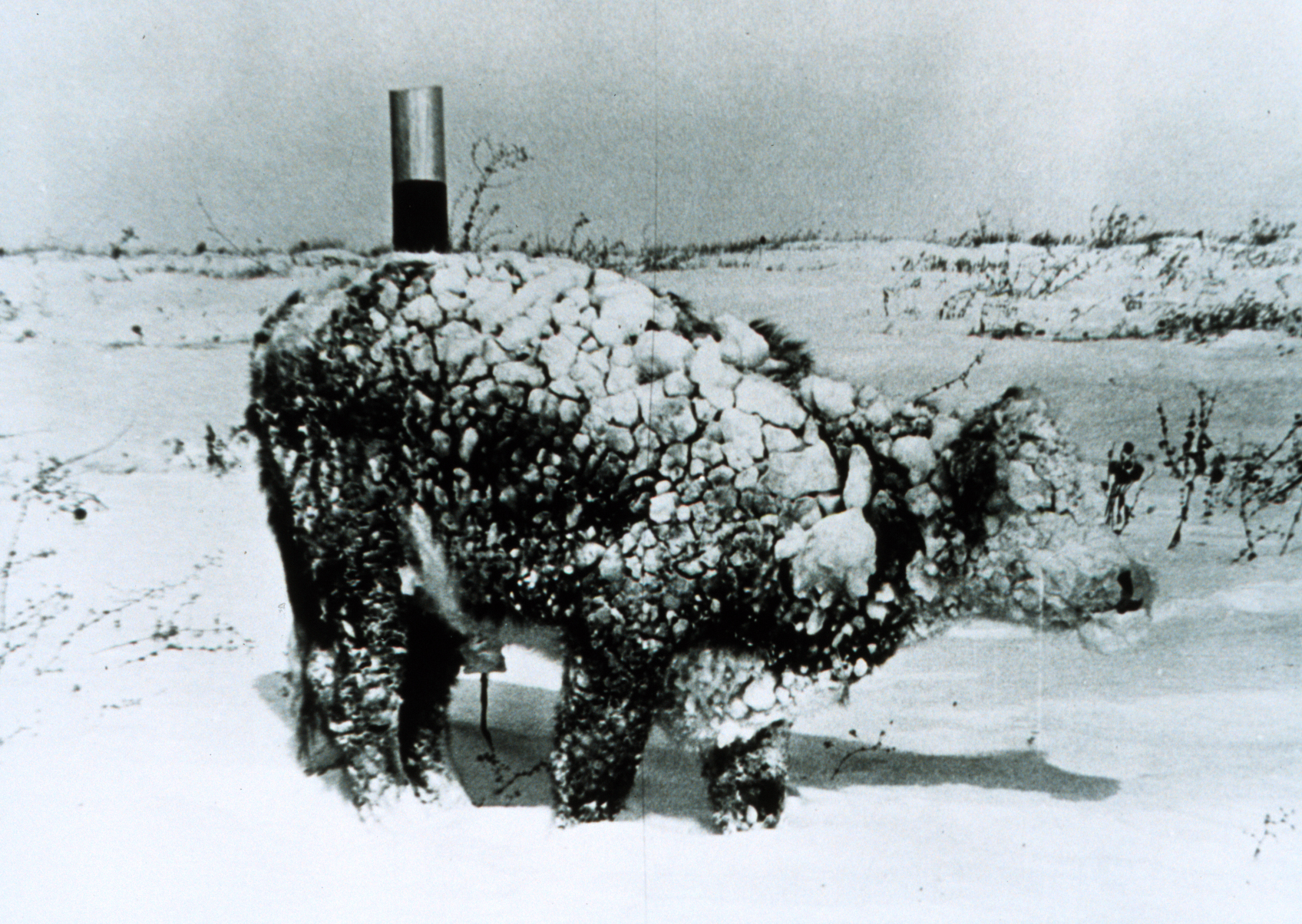
Con bê sau một trận bão tuyết, tháng 3 năm 1966

#### Bão tuyết
Bài chi tiết: Bão tuyết
Bão tuyết là hiện tượng gồm tuyết lẫn gió mạnh kéo dài trong khoảng thời gian dài.
Các trận bão tuyết lớn trên thế giới gồm:
- Bão tuyết lớn năm 1888
- Bão tuyết Schoolhouse diễn ra sớm hơn cùng năm đó
- Bão tuyết ngày đình chiến năm 1940
- Trận bão thế kỷ năm 1993
- Bão tuyết Iran năm 1972
- Bão tuyết Afghanistan năm 2008
- Carolean Death March tại Thụy Điển, Na Uy năm 1719

#### Bão
Bão, bão nhiệt đới là hai cái tên khác nhau cho cùng một hiện thượng một hệ thống bão xoáy hình thành trên đại dương.
Cơn bão trên Đại Tây Dương gây thiệt hại nhân mạng lớn nhất là bão Bhola năm 1970 đã tàn phá Martinique St. Eustatius và Barbados. Một cơn bão lớn khác là Bão Katrina tàn phá Gulf Coast của Hoa Kỳ năm 2005.

#### Hạn hán
Bài chi tiết: Hạn hán
Hạn hán là một thời gian kéo dài nhiều tháng hay nhiều năm khi một khu vực trải qua sự thiếu nước.
Những trận hạn hán nổi tiếng trong lịch sử:
- 1900 Ấn Độ làm thiệt mạng từ 250.000 tới 3,25 triệu người.
- 1921-22 Liên Xô với 5 triệu người chết vì đói khát bởi hạn hán.
- 1928-30 tây bắc Trung Quốc khiến 3 triệu người chết đói.
- 1936 và 1941 Tứ Xuyên, Trung Quốc khiến 5 triệu và 2,5 triệu người chết.
- Tới năm 2006 các bang New South Wales và Queensland của Australia đã bị hạn hán từ năm tới mười năm. Lần đầu tiên hạn hán đã ảnh hưởng tới cư dân đô thị.
- Năm 2006 tỉnh Tứ Xuyên Trung Quốc trải qua trận hạn hán tồi tệ nhất trong lịch sử hiện đại với 8 triệu người và 7 triệu gia súc thiếu nước.

#### Mưa đá
Mưa đá là những giọt mưa đã kết hợp với nhau tạo thành đá. Một cơn mưa đá đặc biệt nguy hại đã rơi xuống München, Đức ngày 31 tháng 8 năm 1986, làm đổ hàng nghìn cây cối và gây thiệt hại hàng triệu dollar.

#### Gió nóng
Trận gió nóng tồi tệ nhất trong lịch sử gần đây là Trận gió nóng châu Âu năm 2003.

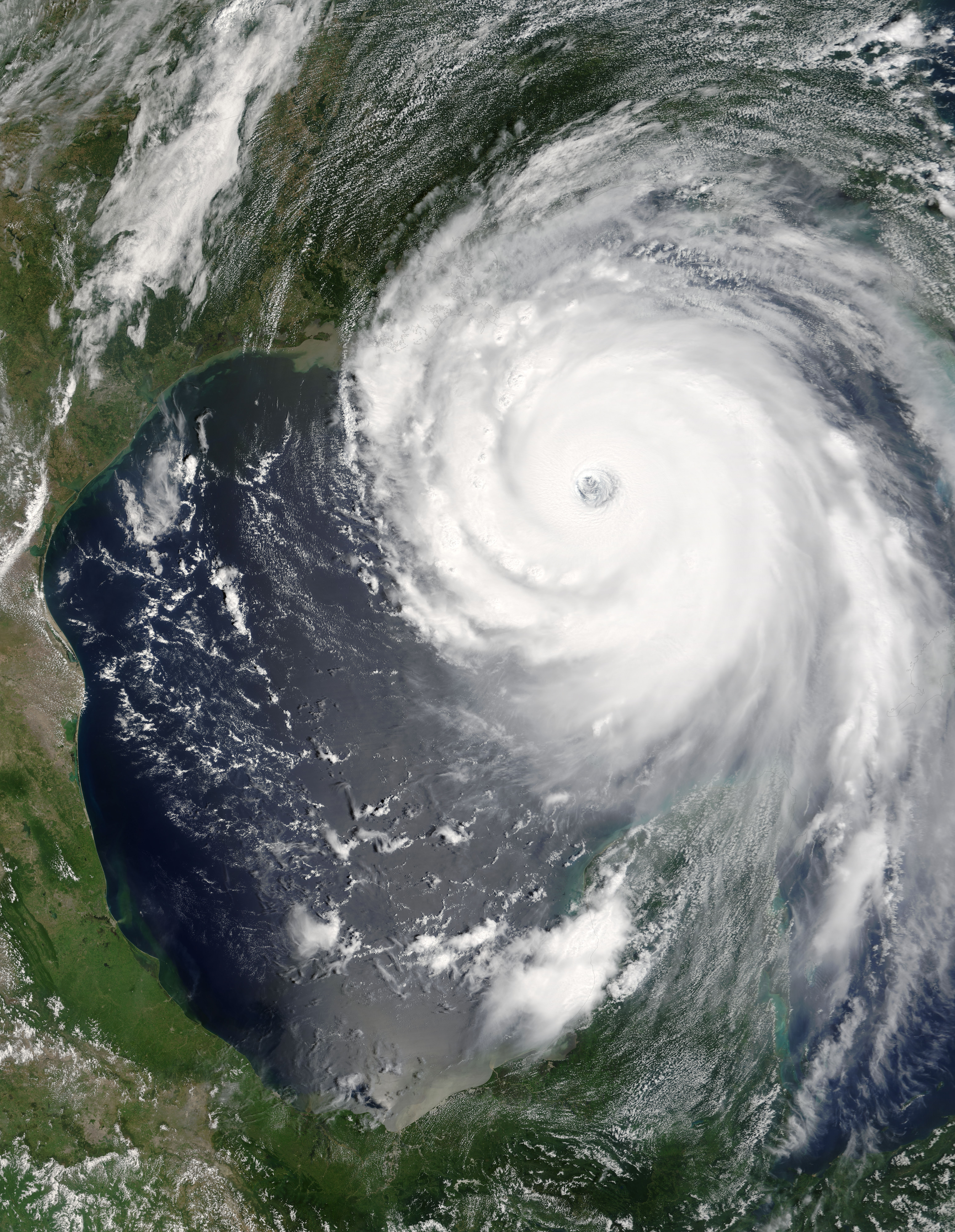
Bão Katrina

Gió nóng tại Victoria Australia đã gây ra những trận cháy rừng năm 2009, Melbourne có 3 ngày liên tiếp nhiệt độ trên 43 °C.

#### Vòi rồng
Các kiểu vòi rồng
Supercell Tornadoes
Một trong số những vòi rồng mạnh nhất phát triển từ những cơn bão sấm kiểu supercell. Một cơn bão sấm kiểu supercell là một cơn bão tồn tại lâu có bên trong cấu trúc của nó một luồng khí quay liên tục di chuyển lên trên. Những cơn bão này thường có khuynh hướng tạo thành vòi rồng, một số có hình chữ V lớn. Bão sấm kiểu supercell có một lớp mây quay ở độ cao thấp được gọi là "mây tường." Nó trông giống một lớp của một chiếc bánh nhiều lớp treo bên dưới một đám mây lớn hơn. Một bên của mây tường thường không có mưa, trong khi bên kia mưa dày. Luồng khí xoay di chuyển lên trên của supercell trên radar trông như một "mesocyclone."
Các vòi rồng đi kèm theo bão sấm supercell thường vẫn tiếp xúc với mặt đất trong một khoảng thời gian dài—một giờ hoặc hơn—so với các vòi rồng khác, và thường rất mạnh, với tốc độ gió vượt quá 200 dặm/giờ.
Landspout
Nói chung yếu hơn vòi rồng supercell, một landspout không đi liền với một đám mây tường hay mesocyclone. Nó có thể được quan sát thấy bên dưới mây tích mưa hay các đám mây tích và là bộ phận tương tự dưới đất của một máng xối nước. Nó thường hình thành dọc theo cạnh của một luồng khí lạnh do mưa đang di chuyển xuống bắt nguồn từ một cơn bão sấm, được gọi là "gust front."
Gustnado
Yếu và thường không tồn tại lâu, một gustnado hình thành dọc theo bờ đang mưa của một cơn bão sấm, xuất hiện như một đám mây bụi hay cuộn bụi tạm thời. Có thể không có liên quan trực tiếp tới hay sự chuyển động trong đám mây trên cao. Chúng thường trông giống  như dust devil.
Waterspout
Một waterspout là một vòi rồng trên mặt nước. Một số hình thành từ các cơn bão sấm supercell, nhưng đa số hình thành từ các cơn bão sấm yếu hay các đám mây tích nhanh. Waterspout nói chung không dày và không gây thiệt hại lớn. Hiến khi rộng quá 50 yard, nó hình thành trên mặt nước đại dương nhiệt đới ấm, dù phần ống của nó được hình thành từ các hạt nước mưa tích tụ từ hơi nước - không phải là nước mặn của đại dương. Waterspout thường tan ngay khi chạm tới đất liền.
Dưới đây là các lưu thông kiểu vòi rồng
Lốc bụi
Những ngày nóng, khô, quang mây trên sa mạc hay trên vùng đất khô có thể dẫn tới sự hình thành dust devil. Nói chung nó hình thành dưới ánh mặt trời nóng vào cuối buổi sáng hay đầu buổi chiều, những cơn gió lốc chủ yếu vô hại này hình thành bởi các phần tử nhẹ của sa mạc tạo ra một đám bụi xoáy với tốc độ hiếm khi vượt quá 70 dặm/giờ. Chúng khác với vòi rồng ở điều chúng không đi liền với một cơn bão sấm (hay bất kỳ đám mây nào), và thường yếu hơn những vòi rồng yếu nhất.
Thông thường vòng đời của một dust devil thường chỉ chưa tới vài phút, dù chúng có thể tồn tại lâu hơn. Dù thường là vô hại, đã có những ghi nhận việc chúng gây ra các thiệt hại nhỏ. Chúng có thể thổi bay xe cộ khỏi đường và có thể làm đau mắt bạn nếu thổi bụi rơi vào mắt.
Firewhirls
Thỉnh thoảng hơi nóng dày đặc do các trận cháy rừng hay núi lửa phun trào lớn có thể tạo ra cái được gọi là firewhirl, một cột khói và/hay lửa xoay tròn kiểu vòi rồng. Nó xảy ra khi lửa thổi bay một số phần tử xoáy yếu lúc đầu vào trong gió. Gió cộng với các phần từ này được ước tính có tốc độ lên tới hơn 100 dặm/giờ. Chúng thỉnh thoảng được gọi là vòi rồng lửa, fire devils, hay firenadoes.

### Hoả hoạn
Các đám cháy rừng là các đám lửa không kiểm soát tại các khu vực hoang dã. Các nguyên nhân thông thường của nó là do sét và hạn hán nhưng những đám cháy rừng cũng có thể bùng phát do sự bất cẩn của con người hay do cố ý. Chúng có thể là một mối đe doạ với con người tại các khu vực thôn dã và cả động vật hoang dã.
Một trường hợp cháy rừng đáng chú ý là trận cháy rừng Victoria năm 2009 tại Australia.

### Sức khoẻ và bệnh dịch

#### Bệnh dịch

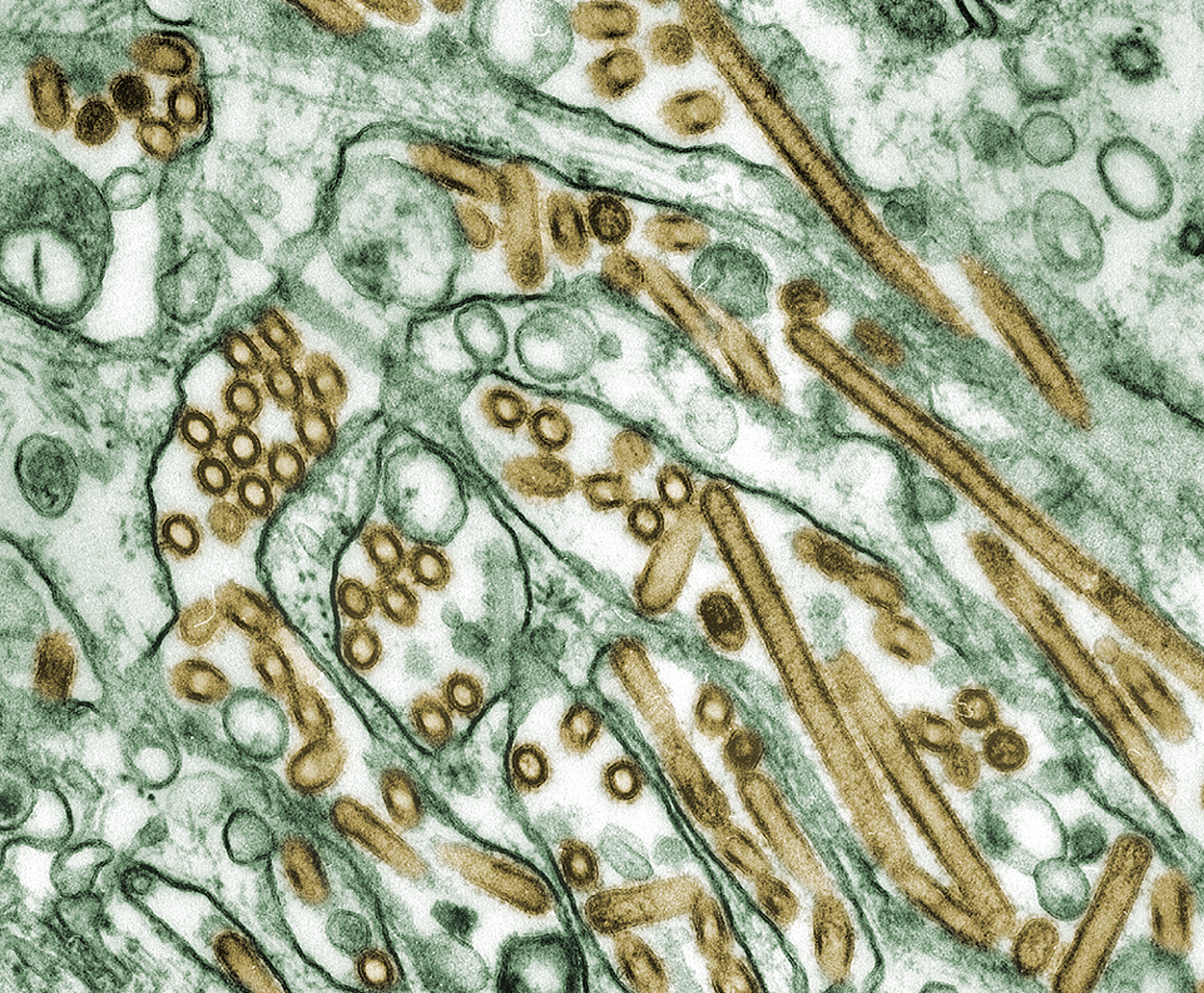
Virus A H5N1, gây ra cúm gia cầm

Một bệnh dịch là một sự bùng phát của một loại bệnh có thể khống chế, lan rộng với tốc độ cao trong dân số loài người. Một đại dịch là một bệnh dịch lan tràn toàn cầu. Trong suốt lịch sử đã có nhiều bệnh dịch. Một số đợt bệnh dịch lớn gồm:
- Dịch cúm Tây Ban Nha năm 1918, làm thiệt mạng ước tính 50 triệu người trên thế giới
- Cái chết đen gây thiệt mạng khoảng 75-200 triệu người.
- Đại dịch cúm châu Á 1957-58, làm thiệt mạng ước tính 1 triệu người
- Đại dịch cúm Hồng Kông 1968-69
- Đại dịch SARS 2002-2003
- Đại dịch AIDS, bắt đầu năm 1959
- Đại dịch Cúm H1N1 (cúm lợn) 2009- vẫn chưa biết
- Đại dịch COVID-19 năm 2019 - 2023

Các loại bệnh khác lan truyền chậm hơn, nhưng vận bị WHO coi là các nguy cơ sức khoẻ toàn cầu gồm:
- XDR TB, một dòng bệnh lao có khả năng kháng thuốc rất mạnh
- Sốt rét, giết hại ước tính 1.5 triệu người mỗi năm
- Sốt xuất huyết Ebola, đã làm thiệt mạng hàng trăm người ở châu Phi trong nhiều lần bùng phát

#### Nạn đói
Ở thời hiện đại, nạn đói ảnh hưởng mạnh nhất tới châu Phi hạ Sahara, dù số lượng nạn nhân trong các nạn đói thời hiện đại nhỏ hơn nhiều so với số người đã thiệt mạng trong các nạn đói ở châu Á vào thế kỷ 20.

### Vũ trụ

Cây đổ rạp do thiên thạch Tunguska sau sự kiện Tunguska tháng 6 năm 1908.

#### Loé bùng tia gamma
Lóe tia gamma ('GRB) là những vết lóe tia gama liên quan đến các vụ nhổ năng lượng cực cao quan sát được ở khoảng các ngân hà. Chúng là các sự kiện điện từ sáng nhất đã được biết trong vũ trụ. Các vết lóe có thể tồn tại từ 10 mili giây đến vài phút. Vết lóe ban đầu thường đi theo sau là các "afterglow" tồn tại lâu hơn với bước sóng dài hơn (tia X, tia cực tím, quang phổ nhìn thấy, hồng ngoại, microwave và radio).
Tất cả các nhà thiên văn học đã ghi nhận các vụ nổ cho đến nay đã đến từ thiên hà xa xôi và đã được vô hại đối với Trái Đất, nhưng nếu xảy ra trong thiên hà của chúng ta và đã nhằm thẳng vào chúng ta, những tác động có thể tàn phá tất cả. Hiện tại, các vệ tinh phát hiện trung bình khoảng một vụ lóe tia gamma mỗi ngày. GRB gần đây nhất là GRB 031203.

#### Các sự kiện va chạm
Một trong những sự kiện va chạm lớn nhất thời hiện đại là sự kiện Tunguska tháng 6 năm 1908.

#### Loé bùng mặt trời
Loé bùng mặt trời là một hiện tượng theo đó Mặt trời bất ngờ phát ra một lượng bức xạ mặt trời cực lớn so với bình thường. Một số đợt loé bùng mặt trời đã biết gồm:
- Một sự kiện X20 ngày 16 tháng 8 năm 1989.[19]
- Một vụ loé bùng tương tự ngày 2 tháng 4 năm 2001.[19]
- Vụ loé bùng mạnh nhất từng được ghi nhận, ngày 4 tháng 11 năm 2003, ước tính trong khoảng X40 và X45.[20]
- Vụ loé bùng lớn nhất trong 500 năm qua được cho là đã xảy ra vào tháng 9 năm 1859.[21]

## Tương lai các thảm hoạ thiên nhiên
Tổ chức từ thiện có trụ sở tại Anh Quốc Oxfam đã công khai tuyên bố rằng số lượng người bị ảnh hưởng bởi các thảm hoạ có liên quan tới khí hậu sẽ tăng khoảng 50%, đạt tới 375 triệu người vào năm 2015.

## Bảo hiểm
Các thiên tai đóng một vai trò quan trọng trong ngành công nghiệp bảo hiểm, chi trả bồi thường cho một số thiệt hại phát sinh do bão, cháy và các thảm hoạ khác. Các công ty tái bảo hiểm lớn tham gia đặc biệt sâu vào lĩnh vực này.